# 66 scener fra Amerika
66 scener fra Amerika er en rejsefilm fra 1982 instrueret af Jørgen Leth efter manuskript af Ole John.

## Handling
Jørgen Leth: En dokumentarfilm om USA i dag. Den indeholder stort og småt, begivenheder, ting, mennesker, tanker og følelser. Den er en samling af billeder fra det land, som på mange måder er fremmed og uoverskueligt for os, men som vi alligevel må spejle vor egen kultur i, og som vore drømme - hvad enten vi vil det eller ej - må forholde sig til. Filmen er en personlig, subjektiv fremstilling, fyldt med oplevelse og sansning. Holdningen har været at registrere det, der fascinerer, og sætte det i en overraskende sammenhæng.